# О всей твари
«О всей твари» — древнерусский (возможно, переводной) апокриф, компиляция, в которой изложение догматического учения о Троице-Творце и основанное на Книге Бытия описание сотворения мира сочетаются с апокрифическими мотивами об устройстве мира (космология). Представляет собой учительное по тону (дидактическое) произведение, направленное против ложных, по мнению автора (авторов), мнений об устройстве мира.

## Текстология
Известно 19 списков памятника 80-х годов XV века — последней трети XVIII века. Н. В. Савельева выделяет Основную (наиболее близкую к архетипу),  Гомилетическую (списки включены в триодный цикл гомилий; произведение в этих списках приписано Иоанну Златоусту) и Сокращённую (в полном объёме исключён космологический фрагмент) редакции памятника.
Апокриф упоминается в одной из русских редакций индекса отреченных книг. Приведены самозаглавие текста и его апокрифические характеристики: «О всей твари чтение. Куръ стоит в мори, и солнце 300 аггел воротят». Старшие списки этого Индекса датируются XV веком.

## Содержание
Композиционной основой произведения служит повествование о сотворении мира. Текст открывается изображением картины двух миров: горний — высший, нетварный, идеальный мир, в центре которого бесконечный свет, «в немъже Господь пребывает», и дольний, тварный мир. История сотворения мира продолжается последовательным рассказом о создании тварного мира. В седьмой день Бог почил от своих трудов, поставил против 7 дней творения 7000 лет бытия. Первозданные люди согрешили и отпали из рая, после чего дьявол начал мучить человеческий род, но Господь послал своего Сына на спасение людей. Текст заканчивается кратким изложением Символа веры и наказанием о втором пришествии Христовом.
Произведение включает также три самостоятельных эпизода:
- о природе человеческого разума, слова и души в человеке;
- полемический фрагмент с опровержением утверждения о реальном, тварном основании земли;
- двухчастный космологический фрагмент, основанный на древнейших апокрифических мотивах.

Два дидактических отступления от основного сюжета произведения также имеют самостоятельный законченный характер. Первое помещено в начале статьи вслед за изображением двух миров, и посвящено вопросу о воплощении в человеке троичного Бога: ум (он же разум и премудрость — статья утверждает идентичность этих понятий) — от силы Бога Отца, слово от силы Слова Сына Божия, душа от силы Святого Духа. Фрагмент завершается традиционным наставлением о загробной судьбе грешников и праведников.
Второе дидактическое отступление посвящено двум положениям о сотворении мира. Первый мотив — сотворение мира Словом, волей Божией, а не творением-деланием. Второй — обличение представлений о реальных, тварных устоях земли:
А не яко то блядословци глаголют: „На семь или на иномъ земля стоит, а небо от сего или от инова сътворено“.
Эта точка зрения противоречит космологической части статьи о водном основании земли.
В этой части статьи имеется эмоциональное обличение противников догматической точки зрения. Утверждается бесполезность знаний, поисков мудрости человеку, не имеющему доброго разума, данного Богом, то есть веры:
Но что сего болѣ ищеши, блядословче неразумие, ихже ища и мудруяся пред человеки, самъ въ ерьсь впадеши, а ины въ нечаяние введеши. Якоже древний философи еретици быша, многи книги почитавъши, разуму добра не имѣша. Книга мъ бо учиться друг у друга, а разумъ Богъ даетъ емуже хощетъ.
Отдельные части космологического эпизода противоречат друг другу и представлениям, высказанным за рамками этого фрагмента. Фрагмент характеризуется цельностью, обособленностью и подчеркнутой апокрифичностью. Излагаются народные представления сказочного или фольклорного характера. Вторая часть космологического эпизода описывает землю, на которой находятся рай и ад.

### Устройство мира по космологическому эпизоду
В космологическом фрагменте дольний, тварный мир представляется как отображение вышнего мира, в семь раз уменьшенное подобие горнего мира. Эта картина не имеет аналогов в столь конкретном и лаконичном выражении соотношения двух миров.
Автор излагает мнение, что земля утверждена «ни на чем».
К числу народных представлений сказочного или фольклорного характера, изложенных в апокрифе, принадлежат следующие:
- Названы ангелы солнца, луны, звёзд и ветра.
- Ангелы снимают с солнца и надевают на него венец.
- Другие ангелы вращают громовое колесо:

Солнца же снимаютъ вѣнецъ и въскладаетъ 300 аггели, а громнымъ коломъ воротятъ 300 аггелъ. Солнце же, и луна, и звѣзды, и вѣтри, все то есть животно и бесплотно.
- Возвращаясь под землю, солнце омывается в океане и тревожит гигантского кура (петуха). Кур провозглашает начало нового дня[2]:

Солнце же течет на въздухъ въ дѣнь, а въ нощи по окияну ниско лѣтит не омочась, но тъкмо 3-жды омывается в окияне. Глаголеть Писание: Есть кур, емуже глава до небеси, а море до колена. Еда же солнца омывается въ акияне, тогда же акиян въеколеблется, и начнут волны кура бити по перью. Куръ же очютивъ волны, и речеть «Кокорѣку», протолкуется «Свѣтодавче Господи, дай же свѣт мирови». Еда же то въспоет, и тогда вси кури воспоют во един год по всей вселеннѣй.
- В соответствии с плоскостно-комарной теорией отмечается, что «небо же есть круговидно комарою, а земля на 4 углы»[2].

- Четырёхугольная земля плавает на воде и той воде нет конца[4].

- В океане есть столп, к которому привязан Сатана-Антихрист:

В окиане же стоить столпъ, зовемый Адамаматинъ
, емуже глава до небѣси. К тому же столпъ привязанъ антихристъ Сотона диявол.
- За океаном существует земля, на которой помещаются рай и ад, страна тьмы и ужасного пламени. Рай находится в восточной её стороне, ад — в западной. Между ними великая пропасть, по которой течёт огненная река[2]. Таким образом, рай лежит на земле, там же, где находится и ад[4]. Эта земля имеет форму половинки щита и широкой стороной обращена к океану:

За акияном же есть земля, на ней же рай и муки. Посреде же земля, на ней же тоя, — пропасть глубока, удо же течет река вогнена. Земля та образом, яко пол щита. Прележит же широтою страною к окияну. Таже рай во едином угле, а муки друзей земле тоя.

## Источниковедение
Произведение принадлежит к числу наименее исследованных памятников. Не существует определённого  мнения о времени и месте создания апокрифа, не изучена его рукописная традиция.
Статья с названием «О всей твари» была опубликована в 1863 году Н. С. Тихонравовым по единственному известному ему списку 1531 года из библиотеки Троице-Сергиевой лавры. Тихонравов определил сочинение как апокриф. Апокрифом его считал и Г. М. Прохоров. Н. В. Савельева указывает на существенные отличия, прежде всего композиционные, текста от других памятников этого жанра, помещенных в монографии Тихонравова.
А. В. Горский и К. И. Невоструев предполагали славянское происхождение памятника.
Г. М. Прохоров описывал апокриф в словарной статье. Судя по изложенному в апокрифе мнению, что земля утверждена «ни на чем», автор, вероятно, был знаком с подборкой статей на естественнонаучные темы, созданной в XI веке Евстратием Никейским. Эта подборка стала известна в славянском переводе, по крайней мере, с начала XV века. Старейший список подборки известен в рукописи Кирилла Белозерского).
В апокрифе говорится, что за океаном существует земля, которая имеет форму половинки щита и широкой стороной обращена к океану. На основании этого описания Г. М. Прохоров предполагал, что произведение было написано после открытия (1492) и некоторого изучения Америки, и возникло, таким образом, не ранее конца XV века.
По мнению болгарской исследовательницы А. Милтеновой, текст принадлежит к болгарской апокрифической традиции и стоит в одном ряду с такими произведениями, как цикл апокрифов об Адаме и Еве, апокрифы о Крестном древе, о Тивериадском море, которые, по мнению автора, имеют несомненное болгарское происхождение.
В. В. Мильков рассматривает сочинение «О всей твари» в ряду древнейших апокрифов («Книга Еноха»,  «Откровение Варуха», «Видение Исайи», «Видение апостола Павла», «Откровение Авраама») с точки  зрения  отражения в нём космологических представлений древнерусского книжника. Мильков отмечают, что сюжеты об ангелах в апокрифе либо непосредственно восходят к «Книге Еноха», либо развивают заключённые в ней представления о звёздных чинах, которые владеют устройством небес и управляют движением звёзд и планет. Весь этот круг представлений вошёл в «Христианскую топографию» Козьмы Индикоплова, посредством которой распространялась идея ангельского управления миром.
Н. В. Савельева посвятила памятнику специальное исследование. Картина соотношения горнего (высшего) и дольнего (тварного, сотворённого) миров находит параллели в Шестодневах при толковании библейского текста о сотворении мира. Наиболее близкая параллель имеется в Шестодневе Севериана Гавальского, наиболее распространённого на Руси шестодневного памятника. Самые ранние его полные русские списки датируются XV веком. Повествование о сотворении мира аналогично множеству текстов, переводных и оригинальных, в которых рассказ Книги Бытия дополняется рядом деталей, взятых из апокрифических источников — о создании ангелов, о чём в Библии не сказано, об отпадении Сатаны. Имеющееся в тексте произведения смешение различных взглядов на строение вселенной объясняется обращением к различным источникам данного текста и характерно и для других памятников с космологической тематикой, прежде всего для Толковой палеи, опирающейся в одних случаях на Иоанна Дамаскина, в других — на Козьму Индикоплова.
Изображение ангелов, снимающих венец с солнца, врат, которыми проходит солнце свой путь, омываясь трижды в океане, восходит к древнейшим апокрифическим мотивам, известным в славянской книжности по «Книге Еноха». Наиболее близкую параллель к статье «О всей твари» представляет не сам текст «Книги  Еноха», а его трансформация в «Прении Панагиота с Азимитом». По мнению Савельевой, «Прение…» является одним из непосредственных источников космологического фрагмента. Другим источником этого фрагмента послужил эротапокритический памятник «Вопросы Антиоха Афанасию Александрийскому», к одному из вопросов которого восходят сведения о бесплотности ангелов.
Представление о существовании рая на земле находит параллели в круге источников, описанном в «Послании Василия Новгородского Феодору Тверскому о рае»: «Хождение отца нашего Агапия», «Сказание о Макарии Римском», краткое житие Евфросина-Повара, побывавшего в раю и принесшего оттуда 3 яблока, описание рая в «Житии Андрея Юродивого», «Хождение Зосимы к рахманам». Ближайшей параллелью ко второй части космологического фрагмента является соответствующее место одного из вариантов «Беседы трёх святителей». Этот вариант содержит аллегорическое с апокрифическими мотивами толкование Евангельского текста (Откр. 20:6—7) и представляет собой параллель к части текста апокрифа «О всей твари». Здесь описываются великое море, на котором плавает земля, огненная река и стоящий в океане железный столп, к которому привязан Сатана; столп родственен адамантову (алмазному) столпу статьи «О всей твари».
По мнению Савельевой, параллельность и архаичность образов столпа до неба и кура до неба, восходящих к древнейшей апокрифической традиции и не имеющих прямых аналогов в других славянских памятниках, позволяет предположить, что весь двухчастный космологический фрагмент мог сложиться из разных источников как самостоятельный текст ещё на византийской почве и в уже в цельном виде попал в древнерусскую книжность, возможно, через южнославянское посредство. Автор статьи «О всей твари» включил славянский перевод этого текста в соответствующее место своего сочинения. Свидетельством бытования космологического фрагмента статьи «О всей твари» вне этого памятника может быть текст с самозаглавием «А се небесний кругъ. Благослови, отче» в составе боснийского, со следами западноболгарского протографа, апокрифического сборника третьей четверти XVI века. Этот текст идентичен космологическому фрагменту статьи «О всей твари».
Фрагмент о природе души имеет дословное совпадение с произведением «Слово святых отец, истолковано притчею, о узком пути, ведущем в жизнь вечную, и о широком пути, ведущем в муку вечную». Текст содержит аллегорическое толкование Святого Писания. Старшие его списки датируются XV веком.
Утверждение о создании  мира единым Словом, волей Божией находит целый ряд аналогий в «Богословии» Иоанна Дамаскина, в Шестодневе Иоанна Экзарха, в Толковой палее.
Фрагмент о бесполезности поисков мудрости человеку, не имеющему веры, скомпилировано из подобных пассажей других памятников: «Слово… о твари и о дни, рекомѣм неделя», «Предисловие покаянию», «Некоего христолюбца поучение къ духовныма братма», «Слово святаго Иоанна Златоустаго о лживых учителех» и «Слово святаго Ефрема о книжнем ученьи». Эти памятники находятся в составе Паисиевского и Софийского сборников. Составитель статьи «О всей твари» использовал протограф этих сборников, причём не только в отношении данного фрагмента.
На основании изучения источников и параллелей к статье «О всей твари» Савельева делает вывод, что произведение представляет собой русскую компиляцию, собранную из текстов, бытовавших в древнерусских рукописных сборниках, и датирует его временем не позднее середины XV века, поскольку к 1472 году относится самый ранний список индекса отреченных книг, в котором  упоминается памятник. Паисиевский и Софийский сборники имеют московское происхождение. Создание статьи «О всей твари» Савельева также относит к московским круга. Типологически статья соотносится с компиляциями о Троице-Творце, сочетающими догматические, полемические и апокрифические элементы. Произведение вписывается в круг подобных памятников XV века, таких как вошедшее в состав Златоуста «Слово от Шестодневца о небесных силах» и компиляция «Слово Григория Богослова и Иоанна Златоуста о Святой Троице», соседствовавшая со статьей «О всей твари» в сборнике «Жемчужная матица».

## Мотивы и образы
Апокриф описывает особый род ангелов — духов светил. Представления об ангелах — водителях светил восходят к преданиям иудаизма. Апокрифу известны ангелы солнца, луны, звёзд, ветра. Смена дня и ночи объясняется действиями особых ангелов, которые снимают и накладывают венец светила. Также здесь фигурирует «громный ангел». Кур, провозглашающий начало нового дня, подобен фениксам и халкедриям из «Книги Еноха».
Сакральность заморской земли обозначается архаическими образами, имеющими древнюю мифологическую традицию. К их числу принадлежат океан, отделяющий загробный мир от места обитания живых, огненная река, разделяющая рай и ад, адамантов столп, к которому привязан Сатана, загробный мир, лежащий на земле, в неведомой стране.
Образ адаманта в сочетании с топосом «непоколебимый столп» находит себе параллель в канонической агиографической традиции, обозначая крепость и непоколебимость в вере святого. Истоки этого топоса восходят к библейской «адамантовой ограде» из видения пророка Амоса (Амос. 7:7—8). Топос имел широкое распространение в византийской традиции, откуда попал в памятники славянской агиографии. С адамантом, как правило, сравнивается святой, имеющий дар побеждать бесов.
Адамантов столп, «емуже глава до небеси», по мнению Савельевой, представляет собой параллель  куру,  «емуже глава до небесе, а море до колѣна». Это наиболее архаичные элементы мифологической картины статьи «О всей твари». Они сходны с мировым древом — вертикалью, соединяющей горний и дольный миры.
Вопрос о создании души в человеке при толковании библейского текста (Быт. 2:7) в канонической и апокрифической традициях представляется по-разному. Согласно канону, душа сотворена Богом (Святым Духом). В апокрифической традиции встречается представление о происхождении души от Святого Духа (например, апокриф «От скольких частей создан Адам»). Автор статьи «О всей твари» занимает первую позицию: душа в человеке от силы Святого Духа.
Вопрос об устоях земли также представляется различно в богословско-догматической и апокрифической традициях в зависимости от толкования ветхозаветного текста: «Премудрость созда себѣ храм и утверди столпъ седмь» (Прит. 9:1) и «Основаяй землю на тверди ея» (Пс. 103:5). Создатель статьи «О всей твари» в этой части отстаивает догматическую точку зрения.

## Значение
Статья «О всей твари» была широко распространена в рукописных сборниках и воспринималась древнерусскими книжниками в контексте того или иного сборника либо космологическим сочинением с апокрифическими подробностями, либо дидактическим сочинением, близким к традиционным каноническим текстам. В XVII веке сочинение наряду с другими текстами становится источником различных компиляций о миротворении, например, текста с названием «Повесть предивна о создании небеси и земли, и морю, и всего мира сотворение» в рукописи XVII века.

## Издания
- По рукописи 1531 года (РГБ, собрание Троице-Сергиевой лавры, № 774): Тихонравов Н. С. Памятники отреченной русской литературы. — М., 1863. — Т. 2. — С. 347—350.
- Тексты редакций: Савельева Н. В. Апокрифическая статья «О всей твари» и ее бытование в составе древнерусских сборников (Приложение) Архивная копия от 21 апреля 2021 на Wayback Machine // Труды отдела древнерусской литературы. / РАН, ИРЛИ (Пушкинский Дом); отв. ред. Н. В. Понырко. — СПб. : Наука, 2009. — Т. 60. — С. 423—436.